# Famine, Affluence, and Morality

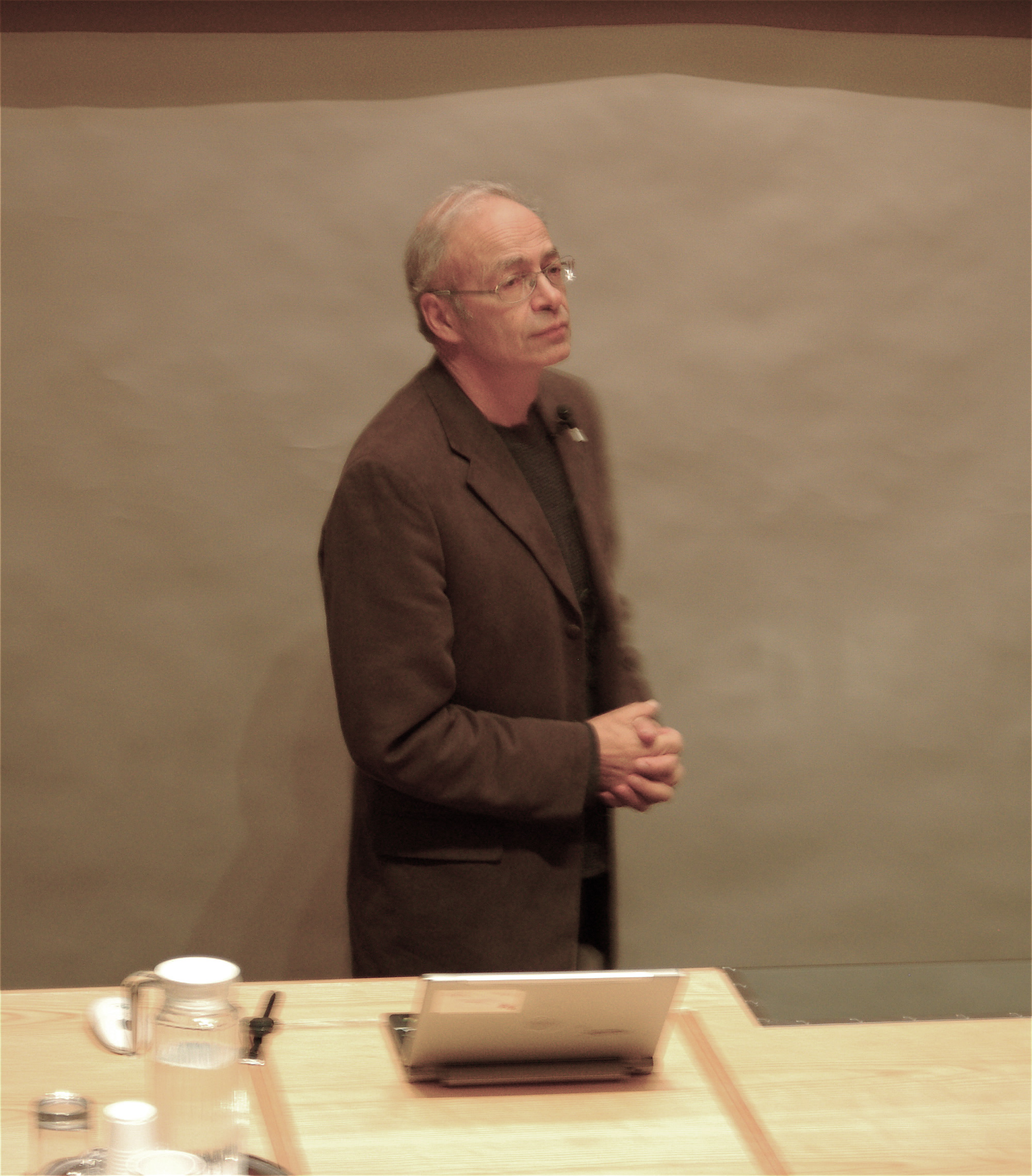
Peter Singer professant à l'université d'Oxford.

« Famine, Affluence, and Morality » est un essai écrit en 1971 par le philosophe australien, professeur à l'université de Princeton Peter Singer, publié dans le journal académique à comité de lecture Philosophy & Public Affairs en 1972. Il soutient que les personnes aisées sont moralement obligées de donner beaucoup plus de ressources à des causes humanitaires que ce qui est considéré comme normal dans la société occidentale. L'essai a pour source d'inspiration la famine des réfugiés de la guerre de libération du Bangladesh en 1971 et utilise leur situation comme exemple, bien que l'argument de Singer a une portée générale et ne se limite pas à l'exemple du Bangladesh. L'essai est largement anthologisé comme un exemple de la pensée éthique occidentale.

## Résumé
L'un des principaux arguments de cet essai est que, si l'on peut utiliser sa richesse pour réduire la souffrance - par exemple, en aidant les efforts de lutte contre la famine - sans aucune réduction significative du bien-être de soi-même ou des autres, il est immoral de ne pas faire. Singer introduit l'argument de « l'enfant qui se noie » : selon Singer, l'inaction est clairement immorale si un enfant se noie dans un étang peu profond et que quelqu'un peut le sauver mais choisit de ne pas le faire; le fait de placer une plus grande distance géographique entre la personne dans le besoin et l'aidant potentiel ne réduit pas non plus les obligations morales de ce dernier :
Cela ne fait aucune différence morale si la personne que je peux aider est l'enfant d'un voisin à dix mètres de moi ou un Bengali dont je ne connaîtrai jamais le nom, à dix mille kilomètres de là. [...] Le point de vue moral nous oblige à regarder au-delà des intérêts de notre propre société. Auparavant, [...] cela n'était peut-être guère faisable, mais ça l'est tout à fait maintenant. Du point de vue moral, la prévention de la famine de millions de personnes en dehors de notre société doit être considérée comme au moins aussi urgente que le maintien des normes de propriété au sein de notre société.
Les riches, dit Singer, sont systématiquement coupables de ne pas le reconnaître, ayant de grandes quantités de richesse excédentaire qu'ils n'utilisent pas pour aider des projets humanitaires dans les pays en développement.
Voici l'essentiel de l'argumentation de Singer:
- « La souffrance et la mort par manque de nourriture, d'abri et de soins médicaux sont mauvaises »[4].
- « S'il est en notre pouvoir d'empêcher que quelque chose de mal ne se produise, sans pour autant sacrifier quoi que ce soit d'importance morale comparable, alors nous devons, moralement, le faire »[4].
- « Cela ne fait aucune différence morale que la personne que je peux aider soit l'enfant d'un voisin à dix mètres de moi ou un Bengali dont je ne connaîtrai jamais le nom, à dix mille kilomètres de là »[4].
- « Le principe ne fait aucune distinction entre les cas dans lesquels je suis la seule personne qui pourrait éventuellement faire quoi que ce soit et les cas dans lesquels je ne suis qu'un parmi des millions dans la même situation ».[5]

## Accueil et critique
Le philosophe, professeur à l'université de Princeton Gilbert Harman considère « Famine, Affluence et Moralité » comme l'un des articles les plus célèbres en éthique. Le philosophe James Rachels déclare à propos de l'article: « on ressentait un intérêt intellectuel pour l'argument, mais aussi de la culpabilité de ne pas avoir contribué plus d'argent pour soulager la famine ». Le philosophe écossais, professeur à l'université d'Oxford, William MacAskill a été influencé par l'essai, qu'il a lu à l'âge de 18 ans en licence à Oxford lors d'un séminaire. MacAskill est ensuite devenu l'un des fondateurs du mouvement de l'altruisme efficace.
L'article de Singer a également influencé l'écriture du livre du philosophe américain, professeur à l'Université de New York, Peter Unger en 1996, Living High and Letting Die. L'analogie de « l'enfant qui se noie » informe le titre du livre Strangers Drowning de Larissa MacFarquhar, qui documente la vie de diverses personnes du mouvement de l'altruisme extrême, dont certaines ont été influencés par l'essai de Singer.
Une critique courante de l'essai de Singer est l'objection d'exigence. L'« obligation supposée » de l'essai de Singer est critiquée par les philosophes John Kekes, et par John Arthur. L'affirmation de Singer d'un chemin droit entre la moralité de bon sens et le don a également été contestée.

## Citations
- « [N]i notre distance par rapport à un mal évitable, ni le nombre d'autres personnes qui, par rapport à ce mal, sont dans la même situation que nous, ne diminuent notre obligation d'atténuer ou de prévenir ce mal »[14].
- « [S]'il est en notre pouvoir d'empêcher que quelque chose de mal ne se produise, sans pour autant sacrifier quoi que ce soit d'importance morale comparable, nous devons, moralement, le faire. » Ceci, selon Singer, est une réaffirmation nuancée du principe qui gouverne son argumentation[15].
- « Les gens ne se sentent aucunement honteux ou coupables de dépenser de l'argent pour de nouveaux vêtements ou une nouvelle voiture au lieu de le donner au soulagement de la famine. (En effet, l'alternative ne leur vient pas à l'esprit.) Cette façon de voir la question ne peut pas être Lorsque nous achetons de nouveaux vêtements non pas pour nous tenir au chaud mais pour avoir l'air "bien habillés", nous ne pourvoyons à aucun besoin important." [14]

## Différentes versions de l'essai
- Singer, « Famine, Affluence, and Morality », Philosophy & Public Affairs, vol. 1, no 3,‎ printemps 1972, p. 229–243 (JSTOR 2265052)
- Peter Singer, Famine, Affluence, and Morality, Oxford; New York, Oxford University Press, 2016 (ISBN 9780190219208, OCLC 907446001). Cette version comporte une préface de Bill Gates et Melinda Gates, ainsi qu'une nouvelle préface et deux essais supplémentaires de Singer.